# Franz Schilcher (Theologe)

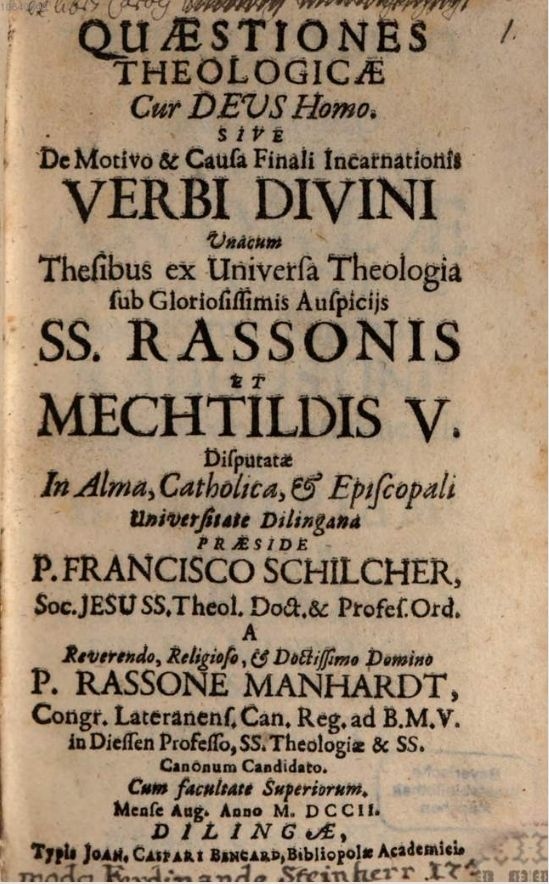
Quaestiones theologicae cur Deus homo, sive De motivo & causa finali incarnationis verbi divini, Dillingen 1702.

Franz Schilcher SJ (* 18. September 1660 in Raisting; † 28. Februar 1729 in München) war ein bayerischer Jesuit, Philosoph, römisch-katholischer Theologe, Hochschullehrer und Rektor.

## Leben und Wirken
Franz Schilcher wurde am 18. September 1660 in Raisting geboren. Am 7. September 1678 erfolgte der Einritt in den Jesuitenorden und das Noviziat in Landsberg. Nach dem Philosophiestudium folgte ein mehrjähriges Magisterium, bei dem er Grammatik, Humaniora und Rhetorik lehrte. Von 1688 bis 1692 studierte er Theologie an der Universität Ingolstadt und wurde am 4. April 1692 in Eichstätt zum Priester geweiht. Im Herbst des gleichen Jahres begann er den dreijährigen Philosophiekurs (Logik, Physik, Metaphysik) an der Universität Innsbruck; zwei Mal war er Dekan der dortigen philosophischen Fakultät, nämlich 1693 und 1695. Von 1695 bis 1698 lehrte er denselben Philosophiekurs an der Universität Dillingen. Am 2. Februar 1696 feierte er in Dillingen seine Profess. 1696 bis 1697 war er auch Studienpräfekt in Dillingen.
1700 bis 1706 unterrichtete er scholastische Theologie in Dillingen. Während dieser Zeit entstanden zwei Dissertationen, von denen die eine von Motiv und Zweckursache (Quaestiones theologicae cur Deus homo, sive De motivo & causa finali incarnationis verbi divini), die andere von Verdienst und innerer Ursache der Menschwerdung Christi handelt (Quaestiones theologicae cur Deus homo sive de merito, et causis intrinsecis incarnationis verbi divini). Von 1706 bis 1710 lehrte er Moraltheologie an der Universität Ingolstadt.
Nach seiner Lehrtätigkeit folgten vier Rektorate: in Konstanz (1710 bis 1713), in Amberg (1714 bis 1717), in Altötting (1717 bis 1720) und schließlich in Landshut (1720 bis 1723). Die letzten Lebensjahre verbrachte Schilcher in München, zuerst als Studienpräfekt für die höheren Studien, dann als Beichtvater. Franz Schilcher starb am 28. Februar 1729 in München.

## Schriften
- Monarchicum regimen animae in eodem vivente, Dillingen 1698. (Digitalisat)
- Quaestiones theologicae cur Deus homo, sive De motivo & causa finali incarnationis verbi divini, Dillingen 1702. (Digitalisat)
- Quaestiones theologicae Cur Deus homo sive de merito, et causis intrinsecis incarnationis verbi divini, Dillingen 1704. (Digitalisat)
- Deo optimo maximo auspice, virginea, ac sine labe concepta Dei Matre, caeterisque divis coelitibus faventibus ... ritu solemni et publico ... sacrosanctae theologiae doctor inauguratus est, Dillingen 1706.

Manuskripte:
- Tractatus theologici secundum Thomam Aquinatem Dillingae a Franc. Roll, Frid. Rechlinger, Joanne Menlin, Franc. Schilcher, Patribus S.J., anni 1698-1701. 4° 6 fasc. (Catal. Msc. latin. Monachiens. n. 12426)
- Sacrosanctae Theologiae secundum methodum D. Thomae ... Pars prima, cuius tractatum primum de Deo uno, et secundum de Deo trino ... Dillingae. Anno 103-1704. 4° 218 u. 36 S.